# Septoria brissaceana
Septoria brissaceana är en svampart som beskrevs av Sacc. & Letell. 1882. Septoria brissaceana ingår i släktet Septoria och familjen Mycosphaerellaceae.   Inga underarter finns listade i Catalogue of Life.